# 沃伊尼利夫
49°7′10″N 24°29′37″E / 49.11944°N 24.49361°E

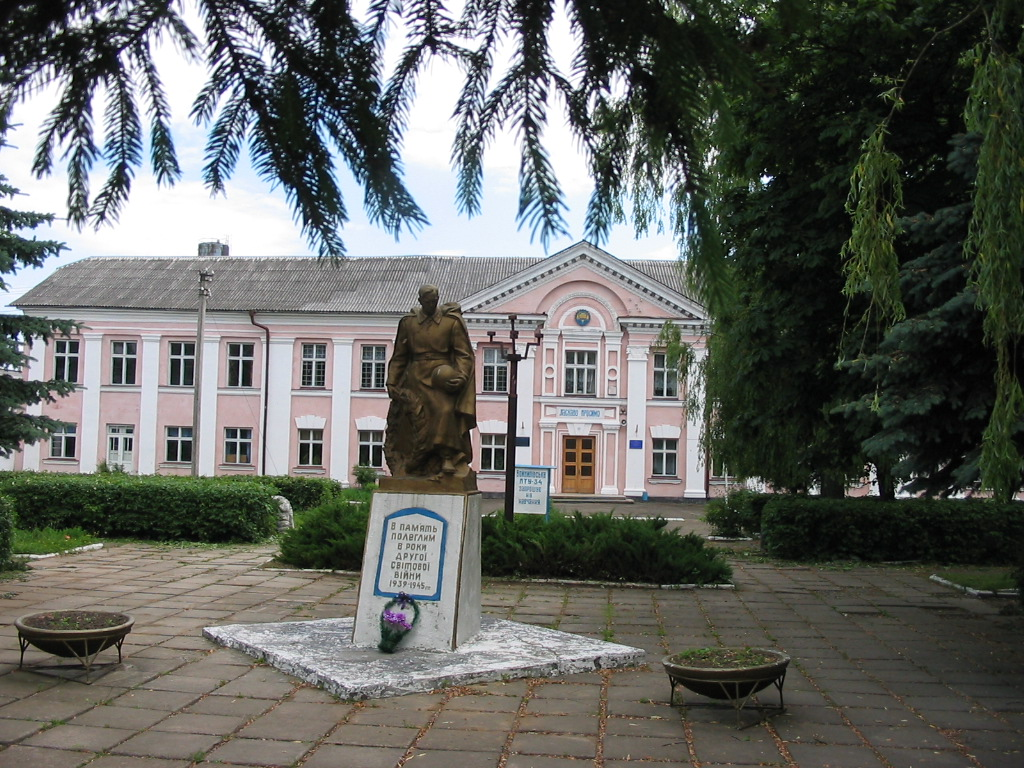

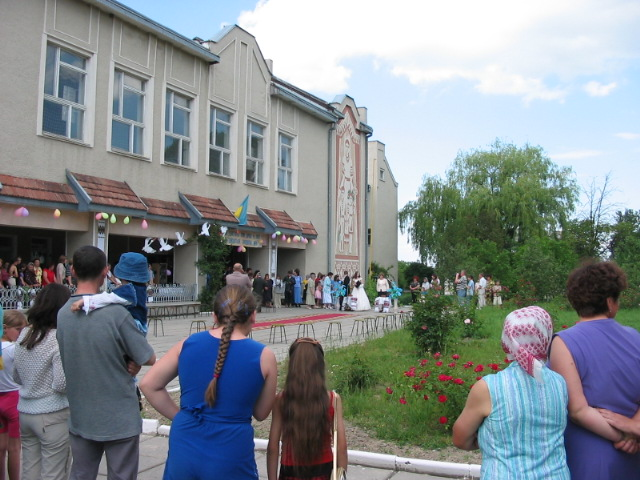

沃伊尼利夫（烏克蘭語：Войнилів），是烏克蘭西部伊萬諾-弗蘭科夫斯克州卡盧什區沃伊尼利夫市镇的鎮及行政中心。處於锡夫卡河右岸，始建於1352年，面積19.72平方公里，人口2,540，人口密度每平方公里139人。